# Adélaïde Tambo
Adélaïde Frances Tambo, née le 18 juillet 1929, morte le 31 janvier 2007, est une militante sud-africaine anti-apartheid, une membre du congrès national africain (ANC) et une députée, membre du parlement sud-africain de 1994 à 1999. Elle a été également l'épouse de Oliver Tambo (celui-ci fut le chef du congrès national africain (ANC) jusqu'en 1991,où l’ANC est autorisée et où il est remplacé par Nelson Mandela à la tête de ce mouvement).

## Biographie
Adelaide Tshukudu est née à Vereeniging au Transvaal. Elle décide de s’engager contre le régime de l’apartheid à l 10 ans lorsque son grand-père de 82 ans est arrêté lors d'une descente de police.   En 1944, elle commence à militer au sein de l'ANC, tout en continuant sa scolarité au lycée de Orlando dans la banlieue de Johannesbourg. À 18 ans, elle rejoint la Ligue de la jeunesse de l'ANC et est chargée d'ouvrir des succursales de la Ligue dans le Transvaal. Elle rencontre Oliver Tambo durant ses activités et l'épouse en 1956. Face à la montée de la répression du mouvement de lutte contre l’apartheid, et à son interdiction en 1960, l’ANC leur demande de s’exiler pour continuer à organiser la lutte depuis l’étranger.
En 1960, le couple s'installe à Londres où Oliver Tambo continue donc à diriger l'ANC. C’est elle qui élève leurs trois enfants, tout en travaillant comme infirmière et en apportant de l’aide aux autres exilés. Après la fin de l'apartheid, ils reviennent en Afrique du Sud. Elle devient trésorière de la Ligue des femmes de l'ANC et est également élue députée pour cinq ans  en 1994. Son mari transmet la présidence de l’ANC à Nelson Mandela, puis meurt trois ans plus tard, en 1993, d’une crise cardiaque.
Adélaïde Tambo meurt le 31 janvier 2007 à 77 ans à son domicile de Hyde Park, à Johannesbourg en Afrique du Sud. Elle est enterrée à côté de son mari dans sa ville natale de Wattville le 10 février 2007. Nelson Mandela déclare à cette occasion : « Nous pleurons le décès d’une amie personnelle proche, d’une camarade et de l’une des grandes héroïnes de notre Nation »,. 

## Distinction
Adelaïde Tambo a reçu l'Ordre du Baobab en or, l'un des plus grands honneurs décernés par le gouvernement d'Afrique du Sud post-1994,. L'Église anglicane d'Afrique du Sud lui a décerné également, en 1997, l'Ordre de Simon de Cyrène, la plus haute distinction accordée à des laïcs pour services distingués.